# Lista hrabstw w stanie Nevada
Stan Nevada podzielony jest na 16 hrabstw oraz jedno miasto na prawie hrabstwa Carson City.

## Lista alfabetyczna
| Nazwa       | Siedziba        | Powierzchnia całkowita (km²) | Powierzchnia wodna (km²) | Powierzchnia lądowa (km²) | Populacja (2000) | Gęstość zaludnienia (os/km²) (2000) | Położenie na mapie |
| ----------- | --------------- | ---------------------------- | ------------------------ | ------------------------- | ---------------- | ----------------------------------- | ------------------ |
| Carson City | Carson City     | 435                          | 32                       | 403                       | 52 547           | 141                                 |                    |
| Churchill   | Fallon          | 13010                        | 243                      | 12767                     | 23982            | 2                                   |                    |
| Clark       | Las Vegas       | 20955                        | 467                      | 20488                     | 1 375 765        | 95                                  |                    |
| Douglas     | Minden          | 1911                         | 73                       | 1838                      | 41259            | 22                                  |                    |
| Elko        | Elko            | 44556                        | 62                       | 44494                     | 45291            | 1                                   |                    |
| Esmeralda   | Goldfield       | 9295                         | 1                        | 9294                      | 1262             | 0,1                                 |                    |
| Eureka      | Eureka          | 10826                        | 10                       | 10816                     | 1651             | 0,15                                |                    |
| Humboldt    | Winnemucca      | 25014                        | 26                       | 24988                     | 17129            | 0,7                                 |                    |
| Lander      | Battle Mountain | 14295                        | 67                       | 14227                     | 5794             | 0,4                                 |                    |
| Lincoln     | Pioche          | 27549                        | 8                        | 27541                     | 4165             | 0,15                                |                    |
| Lyon        | Yerington       | 5221                         | 60                       | 5164                      | 34501            | 9                                   |                    |
| Mineral     | Hawthorne       | 9876                         | 148                      | 9728                      | 5071             | 0,5                                 |                    |
| Nye         | Tonopah         | 47032                        | 31                       | 47031                     | 46308            | 1                                   |                    |
| Pershing    | Lovelock        | 15716                        | 80                       | 15636                     | 6736             | 0,42                                |                    |
| Storey      | Virginia City   | 684                          | 3                        | 681                       | 4110             | 6                                   |                    |
| Washoe      | Reno            | 16967                        | 541                      | 16426                     | 421407           | 25,7                                |                    |
| White Pine  | Ely             | 23043                        | 54                       | 22989                     | 10030            | 0,44                                |                    |